# Avoca (Wisconsin)
Avoca é uma vila localizada no estado norte-americano de Wisconsin, no Condado de Iowa.

## Demografia
Segundo o censo norte-americano de 2000, a sua população era de 608 habitantes. 
Em 2006, foi estimada uma população de 594, um decréscimo de 14 (-2.3%).

## Geografia
De acordo com o United States Census Bureau tem uma área de 
6,2 km², dos quais 5,9 km² cobertos por terra e 0,3 km² cobertos por água. Avoca localiza-se a aproximadamente 213 m acima do nível do mar.

## Localidades na vizinhança
O diagrama seguinte representa as localidades num raio de 20 km ao redor de Avoca. 